# Breviceps rosei
Breviceps rosei es una especie de anfibio anuro de la familia Brevicipitidae.

## Distribución geográfica
Esta especie es endémica del Cabo Occidental en Sudáfrica.

## Taxonomía
Según la UICN, hay dos subespecies: Breviceps rosei rosei en la costa oeste y Robben Islands y Breviceps rosei vansoni en la costa sur.

## Etimología
Esta especie lleva el nombre en honor a Walter Roze, quien recolectó el holotipo.

## Publicaciones originales
- Power, 1926: A monographic revision of the genus Breviceps, with distribution records and descriptions of new species. Annals of the South African Museum, vol. 20, p. 451-471[4]
- FitzSimons, 1946: An account of the reptiles and amphibians collected on an expedition to the Cape Province, October to December, 1940. Annals of the Transvaal Museum, vol. 20, p. 351-377.